# Bourigeole
Bourigeole – miejscowość i gmina we Francji, w regionie Oksytania, w departamencie Aude.
Według danych na rok 1990 gminę zamieszkiwały 63 osoby, a gęstość zaludnienia wynosiła 7 osób/km² (wśród 1545 gmin Langwedocji-Roussillon Bourigeole plasuje się na 838. miejscu pod względem liczby ludności, natomiast pod względem powierzchni na miejscu 804.).

## Zabytki
Zabytki w miejscowości posiadające status Monument historique:
- cmentarz